# InDrive
inDrive (anteriormente inDriver) es una compañía internacional Rusa con sede en Estados Unidos que proporciona el servicio de vehículos de transporte con conductor (VTC) bajo el modelo de “ofertas en tiempo real”. Todas las condiciones de viaje, incluso el precio, se determinan en el curso de negociaciones instantáneas entre conductores y pasajeros. La aplicación móvil inDriver está disponible para las plataformas Android y iOS.

## Historia del servicio
inDriver se fundó en 2012 en Yakutsk, una de las ciudades más frías del mundo. El servicio se originó cuando un grupo de estudiantes locales creó en redes sociales una agrupación de "conductores independientes" (en inglés "independent drivers", de allí el término inDriver) como respuesta al fuerte aumento de los precios de los taxis cuando las temperaturas exteriores bajaban precipitadamente. Los miembros de la agrupación intercambiaron información sobre dónde querían ir y los precios que estaban dispuestos a pagar, lo que permitió a los conductores ponerse en contacto con ellos y negociar los precios. Un año después, la agrupación se fue a Sinet Company, que creó un sistema de transporte entre iguales basado en este concepto. En 2013 se lanzó oficialmente inDriver.

### Expansión internacional
En diciembre de 2014 inDriver se expandió a nivel internacional, lanzándose en Astana, Kazakstán.
La compañía entró en Centroamérica y Norteamérica en abril de 2018 cuando el servicio se introdujo en México y más tarde en ese mismo año, en Guatemala, Colombia, Perú, El Salvador, Chile, Brasil y Ecuador.
En noviembre de 2018, el servicio empezó a operar en África, con el lanzamiento en Arusha, Tanzania.
La compañía anunció más planes de lanzar servicios en otras 300 ciudades de 30 países distintos para finales de 2019. inDriver superó este objetivo y, hasta la fecha, el servicio ha expandido sus actividades en América Latina, África, India y el suroeste de Asia. inDriver ya está disponible en los siguientes países.
En 2018, la compañía abrió una oficina temporal en la ciudad de Nueva York, y más tarde estableció su sede central en Mountain View, California.

### Desarrollo corporativo
En febrero de 2017 el servicio superó el umbral de 100 millones de viajes reservados a través de la aplicación de móvil InDriver. Los usuarios registrados sumaban más de 5 millones de personas en ese momento.
En abril de 2020, debido a los confinamientos relacionados con la pandemia de la COVID-19, la compañía suspendió su apertura en nuevos países para centrarse en prestar servicios a los mercados ya existentes. Entre otras iniciativas, inDriver lanzó su programa "Trabajador médico en camino" para ayudar a los trabajadores sanitarios de todo el mundo a ir y venir del trabajo.
Sin embargo, a pesar de los confinamientos, inDriver logró alcanzar los 50 millones de descargas de aplicaciones en julio de 2020.
inDriver alcanzó los mil millones de viajes en mayo de 2021.
A principios de 2021, inDriver alcanzó el estatus de unicornio después de cerrar una ronda de inversión de 150 millones de dólares con Insight Partners, General Catalyst y Bond Capital, que valoraron la empresa en 1230 millones de dólares.
En marzo de 2022, inDriver había establecido centros operativos regionales en América, Asia, Oriente Medio, África y la CEI (Comunidad de Estados Independientes) para dar apoyo a sus actividades de expansión.
inDriver también ofrece servicios complementarios a través de su aplicación, incluidos servicios de mensajería, entrega de carga y transporte interurbano. Hoy en día, inDriver es el servicio de transporte y movilidad en línea de más rápido crecimiento en el mundo. La aplicación de la compañía se ha descargado más de 120 millones de veces. El servicio se encuentra disponible en 749 ciudades de 48 países de todo el mundo.

## Descripción de la aplicación
Para solicitar un viaje, el usuario llena en la solicitud con: las direcciones de inicio y final del viaje, el precio que está dispuesto a pagar y si tiene algún comentario que hacer al conductor. Los conductores pueden hacer una contraoferta al precio ofrecido por el pasajero. Opciones adicionales: la posibilidad de agregar destinos adicionales, indicar la necesidad de un asiento infantil etc. Después de la elección de conductor para el servicio, la pantalla del teléfono del pasajero muestra información sobre el automóvil que le llevará, los datos del conductor, la hora aproximada de llegada del automóvil y el punto de geolocalización en tiempo real del automóvil en el mapa de la ciudad.
Además de realizar viajes comunes, la aplicación ofrece realizar entregas, viajes interurbanos y reservas de transporte de carga o flete. 